# Philosophieren mit Kindern
Philosophieren mit Kindern ist das Unterrichten von argumentativen und allgemeinen kognitiven Fähigkeiten von Kindern und ist unter anderem Gegenstand der Didaktik der Philosophie. Es bezeichnet auch eine entsprechende Bewegung, die in den 1970er Jahren in den USA begann. Die gleiche Bezeichnung verwendet das Bundesland Mecklenburg-Vorpommern für das Schulfach, das als Ersatzfach für Religion von der ersten bis zur zehnten Klasse unterrichtet wird.
Philosophieren mit Kindern ist außerdem eine psychologische Methode, um Aufschluss über den kognitiven und moralischen Entwicklungsstand von Kindern oder Jugendlichen zu erhalten. Als Begründer dieser Methode ist Jean Piaget zu nennen, der mit Kindern aller Altersstufen „klinische Interviews“ durchführte.

## Geschichtliches

### Kant
Immanuel Kant empfiehlt in seiner ethischen Didaktik am Schluss der Metaphysik der Sitten die sokratisch-dialogische Methode als Lehrmethode. „Eine Lehrart, bei denen die Kinder von selber, ohne durch den Lehrer angewiesen zu sein, (…) urteilen.“ „Er lehnt eine Belehrung ‚durch abgezogene allgemeine Formeln‘ ab und schlägt stattdessen vor, auf die moralischen Erfahrungen der Kinder zurückzugreifen.“ Er will, dass die Kinder selber denken, philosophieren.

### Reformpädagogik
Im wilhelminischen Gymnasium gab es keinen eigenen Philosophieunterricht. Erst seit 1900 gab es wieder Stimmen, wie Rudolf Lehmann und Alfred Rausch, die ein eigenes propädeutisches Fach vorschlugen. Durch die Sinnkrise des Ersten Weltkriegs vermehrten sich diese, so 1919 Ernst Hoffmann und August Messer. Auf der Reichsschulkonferenz 1920 fand die Forderung nach weltanschaulicher Erziehung zwar Beifall und später maßgebliche Unterstützer, wie den Schulpolitiker der DVP Hans Richert, doch waren vor allem die katholische Kirche und die Zentrumspartei dagegen, da sie eine Konkurrenz für den Religionsunterricht erkannten. So blieb es in Preußen anders als in z. B. Württemberg bei Arbeitsgemeinschaften in der Oberstufe.
Nun beschäftigten sich in Deutschland Reformpädagogen zum ersten Mal intensiver mit dem Philosophieren von Kindern. 1922 schrieb der Reformpädagoge Herman Nohl einen Aufsatz mit dem Titel Die Philosophie in der Schule. „Nohl stellt[e] bei den Kindern der ersten vier Grundschulklassen, aber auch bei bereits Vierjährigen, ein ‚metaphysisches Denken‘ oder ‚philosophisches Staunen‘ fest (...). Nohl war der Meinung, dass Philosophieren in der Grundschule am besten im Gesamtunterricht durch Behandlung von ‚Themenkreise[n] aus dem Erfahrungsbereich der Kinder‘ stattfinden sollte. In der Sekundarstufe dagegen empfahl er in Einzelfächer aufgegliederten Unterricht. Philosophiert werden sollte im Fach ‚Lebenskunde‘, vergleichbar dem heutigen Ethikunterricht.“ Er entwickelte didaktische Überlegungen, um dieses Denken zu fördern. An dieses Konzept knüpft das Philosophieren mit Kindern an.
Die Deutschnationalen Hans Leisegang und Rudolf Odebrecht gründeten eine Zeitschrift Philosophie und Schule (1929–1934), Arthur Liebert 1929 die Gesellschaft für philosophische Propädeutik. Die Ziele des Unterrichts sollten in einer vagen Idealisierung der Lernenden liegen.

### Matthew Lipman und Gareth Matthews
Die erste Ausarbeitung eines Philosophie-Programmes fand in den USA statt. Ende der 1960er-Jahre betrieb Matthew Lipman intensive Studien zum Philosophieren mit Kindern. 1974 gründete er das Institute for the Advancement of Philosophy for Children (IAPC) an der Montclair State University (New Jersey).
Das Institut erarbeitet bis heute philosophische Kinderbücher für den schulischen Unterricht. Für jede Altersstufe gibt es philosophisch-geordnete Geschichten mit Handbüchern für die Lehrkräfte.
Seit den 1970er Jahren gewinnt das Philosophieren mit Kindern in Deutschland „vor allem im Ethik- und Philosophieunterricht der Grundschule und Sekundarstufe I zunehmend an Bedeutung“. Seit 1999 wird die Bewegung auch von der UNESCO unterstützt. Gemeinsam mit Kindern über ihre „Was-ist-das-Fragen“ nachzudenken ist laut UNESCO der Kern des Philosophierens mit Kindern.

## Richtungen
Es gibt einige leicht unterschiedliche Richtungen des Philosophierens mit Kindern.
- Philosophieren für Kinder (Matthew Lipman: „P4C“; Daniela Camhy: „Kinderphilosophie“)
- Philosophieren mit Kindern (Ekkehard Martens, Barbara Brüning, Michael Siegmund)
- Philosophieren von Kindern (Gareth Matthews)
- Nachdenken mit Kindern (Kerstin Michalik, Helmut Schreier, Hans-Joachim Müller)
- Klinische Interviews bzw. Einzelinterviews mit Kindern (Jean Piaget, Lawrence Kohlberg, Robert Selman und in Deutschland u. a. Monika Keller, Gertrud Nunner-Winkler sowie Renate Valtin u. a.).

Die Bezeichnungen der verschiedenen Ansätze deuten bereits bestimmte Richtungen an, können aber auch zu Missverständnissen führen. Lipmans Bezeichnung „Philosophy for Children“ (P4C, „Philosophie für Kinder“) macht den didaktischen Anspruch deutlich, ist jedoch nicht als bloße Reduzierung der „echten“ Philosophie zu verstehen. Matthews’ „Philosophische Gespräche mit Kindern“ sowie Martens’ Bezeichnung „Philosophieren mit Kindern“ (PmK) verweisen auf eine dialogisch-pragmatische Philosophiedidaktik.
Die weltweit verbreitetste Richtung der „Kinderphilosophie“ ist „Philosophy for children“ (P4C). Diese Philosophie für Kinder entwirft einen eigenen Wissenschaftskanon der zu vermittelnden philosophischen Inhalte. Dieser Kanon wird a priori gesetzt, wobei als wesentliches Merkmal des philosophischen Denkens das synthetische Denken betont wird, d. h. die Fähigkeit in logisch-diskursiven Begriffen zu denken. Das „Philosophieren mit Kindern“ (PmK) legt den Schwerpunkt neben die Einübung in das logisch-argumentative Denken auf das kreative Denken. Das kreative Denken in den philosophischen Kontext von Unterricht zu stellen, bedeutet eine Erweiterung des traditionellen Verständnisses von Philosophie als Begriffsklärung in diskursiven, eindeutigen Zeichen. Das kreative Denken produziert präsentative, mehrdeutige Zeichen, die dazu dienen, dem philosophischen Denken der Kinder eine weitere Ausdrucksmöglichkeit einzuräumen.
Keiner der Richtungen des Philosophierens mit Kindern, ob es die logisch-argumentative Schule des „Philosophie für Kinder“-Ansatzes oder die eher dialogisch-pragmatisch ausgerichtete Schule des „Philosophierens mit Kindern“ ist, kann und will Funktionswissen vermitteln. Der kreative Ansatz des PmK legt den Akzent innerhalb des Philosophierens mit Kindern auf die Suche und den Ausdruck von Deutungen. Auf der Suche nach Bedeutung bilden die Kinder Zeichen oder auch Symbole, die wiederum Anlass bieten, nach neuen Deutungen zu suchen. Dies sind so genannte präsentative Symbole, die neben den diskursiven Symbolen, Referenzpunkte sind für weiteres Nachdenken. Philosophieren mit Kindern ist im Wesentlichen ein Symbolisierungsprozess- ein Zeichenbildungsprozess. Die entwicklungspsychologischen Studien zeigen, dass die Konzepte der Kinder ihrem kognitiven Entwicklungsstand entsprechen.

## Methodik

### Inhalt
Anlass zum Philosophieren können die Fragen der Kinder selbst sein, philosophische Gespräche können aber auch von der Lehrkraft angeregt werden. Der Inhalt richtet sich nach der Erlebnis- und Ereigniswelt der Kinder. Diese kann man auch in die vier Kantischen Fragen unterteilen, in die der Gelehrte die Philosophie in seiner Vorlesung zur Logik 1804 unterteilte:
- Was kann ich wissen? – Erkenntnistheorie, Sprachphilosophie
- Was soll ich tun? – Ethik, Moral, Utopien, Lebenskunst
- Was darf ich hoffen? – Religion und Metaphysik
- Was ist der Mensch? – Anthropologie

Die Sachthemen für das Philosophieren in der Grundschule sollten mit der kindlichen Lebenswirklichkeit und den Interessen der Kinder übereinstimmen. Zum Philosophieren sollten Phänomene, die vielschichtige und mehrdeutige Aspekte sowie kontroverse Standpunkte zulassen, gewählt werden. Außerdem bieten sich Themen an, die der Spezifik der Klassensituation angemessen sind.
Beliebte Fragen in der Grundschule sind beispielsweise „Was ist Glück?“, die Frage der Freundschaft und die Unendlichkeit.
In der Entwicklungspsychologie gibt es diverse Studien zu moralischen Dilemmata bzw. zu sozialen und moralischen Konzepten, die für Kinder in ihrem Lebensalltag bedeutsam sind, wie Freundschaft, Lügen, Strafen.

### Methodische Hilfsmittel
Die Methoden des Philosophierens mit Kindern dienen zum einen der Anregung und Förderung des logisch-argumentativen Denkens und zum anderen der Anregung und Förderung des kreativen Denkens.

#### Bücher
Zum Einsatz kommen unter anderem Bilderbücher, Kurzgeschichten (P. Jaspersen, Dänemark), Science Fiction (E. Matthews, GB), philosophische Texte (H.-L. Freese, Berlin) oder speziell für die Kinderphilosophie verfasste Bücher (v. a. von Lipman (Pixie, Harry Stottelmeiers Entdeckungen u. a.)). Es existieren viele Kinderbücher mit philosophischem Gehalt. Einige Kinderbücher sind explizit darauf angelegt, philosophische Themen anzusprechen, doch auch Bilderbücher ohne explizit philosophisches Thema können zum Nachdenken und Philosophieren anregen. Im Gegensatz zu Philosophieromanen wie „Sofies Welt“ von Jostein Gaarder, die die Philosophie direkt zum Gegenstand eines Kinder- und Jugendbuchs machen, können viele Bücher über konkrete Fragen und Probleme eines besonderen Themas ins eigene Philosophieren hineinführen. Bilderbücher bieten neben Inhalten und Sprache zusätzlich Bilder als Ebenen philosophischer Rezeption. Im Einbeziehen des Ästhetischen liegt nicht nur ein aus philosophischer Sicht besonderer Reiz, sondern auch die Herausforderung, sich stärker als über die Sprache auf die Möglichkeiten kindlicher Rezeption einzulassen.

#### Bilder malen
Psychologen haben herausgefunden, dass wir gleichberechtigt sowohl symbolisch als auch visuell und handlungsbezogen denken. Kommunikation geschieht nicht nur durch Sprache, sondern auch durch Gestik, Mimik, Farben, Formen usw. Schon vor dem Schriftspracherwerb setzen sich Kinder durch Kritzeleien mit ihrer Umwelt auseinander. Deshalb gibt es auch den Ansatz, mit Kindern zeichnerisch über Begriffe nachzudenken. Bei den Bildern unterscheidet man zwischen konkreter (gegenständlicher) und abstrakter Ebene.
Das visuelle Philosophieren fördert die Fähigkeit der Kinder zu generalisieren, Zusammenhänge und Wesentliches zu erkennen. Es ermöglicht das Hervortreten verschiedener Talente und relativiert die dominante Rolle des Erwachsenen.

#### Helm-Trick
Neben dem Verwenden von Büchern und dem Malen von Bildern können bestimmte Kopfbedeckungen das Philosophieren mit kleinen Kindern fördern. Beim praktischen Philosophieren mit Kindern bieten sich besonders ein Wikinger-Helm oder ein Zauberhut an. Kinder können sich beim Tragen eines Wikinger-Helmes in die Rolle eines „Königs“ oder „Ritters“ versetzen, der Befehle geben soll, wie er sich eine bessere Welt vorstellen würde. Das Tragen eines Helmes ermutigt besonders schüchterne Kinder. Oft trauen sich Kinder durch das Tragen des Wikinger-Helms mehr zu, was das gemeinsame Philosophieren mit Erwachsenen befördert. Der Helm-Trick kann vor allem im Kita- und Grundschulbereich verwendet werden.

### Die Methode des Unterrichtsgesprächs

#### Lernziele
Das Unterrichtsgespräch kann unterschiedliche Ziele haben:
- Verbesserung der Sprach- und Denkentwicklung
- Entfaltung der Kreativität
- Förderung der persönlichen und sozialen Entwicklung
- Förderung der Toleranz

Am wichtigsten ist den Pädagogen die Förderung des selbständigen Denkens, der Persönlichkeitsentwicklung und das Herausbilden von sozialen Fähigkeiten.
Durch kindzentrierte Gespräche soll auch die Kommunikation der Kinder untereinander gefördert werden. Durch das Reflektieren, Nachdenken und Sich-Äußern können die Schüler „eine aktive Rolle in der Mitgestaltung von unterrichtlichen Lernprozessen wahrnehmen. Gerade Gespräche sind bestens dazu geeignet, daß Kinder ihre Vorstellungen, Erfahrungen, Meinungen und Gefühle über Sachverhalte einbringen können.“

#### Gesprächsklima
Nach Riemann ist ein Gesprächsklima notwendig, in dem jedes Kind spürt,
- „dass seine Gedanken und Meinungen zum Thema gefragt sind,
- dass es einerseits interessant und andererseits notwendig ist, einander konzentriert zuzuhören, damit man sich gegenseitig ergänzen oder aber korrigieren kann,
- dass man Zweifel, Bedenken, Komisches äußern darf,
- dass man Kritik äußern kann, ohne daß sie übel genommen wird,
- dass man das Recht hat, Fragen zu stellen, um gemeinsam nach Antworten zu suchen“.[24]

#### Gesprächsleitung
Die Lehrkraft leitet oder moderiert das Philosophieren der Kinder. Der Lehrende gibt einen Anstoß, führt zusammen mit den Kindern Gesprächsregeln ein, zieht sich dann aber zurück. Damit die Kinder wirklich miteinander reden, diskutieren, philosophieren, rufen sich die Kinder gegenseitig auf, gemeldet wird sich per Handzeichen.
Die Moderation einer philosophischen Gesprächsrunde mit Kindern beinhaltet:
- Zurückhaltung
- Das Zurückschrauben von anfänglichen Erwartungen: Es geht (nur) darum, den Prozess zu unterstützen, die Schüler müssen nicht gleich philosophieren.
- Lenkung, ohne Ergebnisse vorwegzunehmen: Fokus/Aufmerksamkeit lenken (z. B. durch ein Gedankenexperiment)
- Systematisches, aber ergebnisoffenes Vorgehen („von A nach B“)
- „therapeutische“ Formulierungen
- Zusammenfassung
- Spiegelung

#### Gefühle im Gespräch
Brüning ist der Meinung, dass Gefühlsregungen nicht durch Argumente ersetzt werden können. Sie versucht, einen Ausgleich zwischen positiven und negativen Gefühlen herbeizuführen. Den Kindern solle die Möglichkeit gegeben werden, über ihre Gefühle – egal ob negativ oder positiv – zu sprechen. Brüning möchte, dass die Kinder selbst „eine gewisse Entwicklung ihrer Gefühle feststellen [und lernen,] nicht nur ihre eigenen Interessen, Ziele und Wünsche (…) durchzusetzen, sondern auch die der anderen zu respektieren“.

### Aufgaben als Gesprächsimpuls
Neben dem Inhalt philosophischer Gespräche und den verschiedenen Hilfsmitteln gibt es eine weitere wichtige Methode, um mit Kindern (und Jugendlichen) ins Philosophieren zu kommen: Das Stellen von komplexen Aufgaben. Durch das Bearbeiten von Aufgaben stellen Kinder Bezüge zur Welt und zu anderen Menschen her. Im Anschluss oder während der komplexen Aufgaben können philosophische Fragen gestellt werden. Der Prozess des Aufgabenbearbeitens und Philosophierens fordert Kinder produktiv heraus. Durch bestimmte Aufgaben stellen Kinder philosophische Bezüge zu sich und der Welt her.
Als Beispiele für komplexe Aufgabenstellungen in kindgerechter Sprache führen die Kinderphilosophen Michael Siegmund und Hartmut Wildermuth etwa an:
- Nimm ein A4-Blatt. Stell dir vor, du würdest König der Erde werden. Du könntest alles befehlen, was du möchtest. Jeder deiner Befehle wird eins zu eins umgesetzt, ob andere Menschen wollen oder nicht, ob es die Grenzen der Physik zulassen oder nicht. Liste deine Befehle auf. (Philosophieren über Politik, Macht, Gewalt)
- Erzähl’ über deinen Lieblingssport: egal wo, wann und wie dieser Sport praktiziert wird oder wurde. Das kann also auch ein Sport sein, den du am liebsten im Fernsehen anschaust. Natürlich kann es auch der Fußballplatz nebenan sein. Warum ist es dein Lieblingssport? Berichte über dein bedeutendstes Sporterlebnis. (Philosophieren über Sport und Bewegung)
- Erstelle einen Tagesablauf für einen perfekten Tag. Wie würde ein perfekter Tag bei dir aussehen? Du kannst auch einen Plan für eine Woche oder einen ganzen Monat erstellen. (Philosophieren über Glück und Leid)
- Stell dir vor, du wärst der Regisseur deines eigenen Lebens. Dein Ich wäre ein Schauspieler und deine Umwelt wäre das Bühnenbild. Was wären deine Regieanweisungen? Beziehe dich dabei zum einen auf dein Ich und zum anderen auf deine Umwelt. (Philosophieren über das eigene Ich und den Willen)

Aus den Aufgaben heraus ergibt sich häufig ein produktives Philosophieren. Die aufgabentheoretische Methode des Philosophierens mit Kindern kann vor allem in der Schule praktiziert werden, jedoch auch in Sportvereinen, sozialen Einrichtungen oder in der Familie.

### Fragen und Bilder als Gesprächsimpuls
Als Grundlage des Philosophierens mit Kindern sind die verwendeten Fragen („Was ist Freundschaft?“, „Haben Tiere Gefühle?“, „Was ist Glück?“) von entscheidender Bedeutung. Der Bildungswissenschaftler Michael Siegmund empfiehlt, Kindern gemeinsam mit einem inspirierenden Bild jeweils eine philosophische Frage zu stellen. Bild und Frage gemeinsam bilden dabei den Einstieg ins Philosophieren. Verwendet werden hier unter anderem Naturlandschaften, Bilder von Tieren und Menschen, bestimmten sozialen Situationen oder Phantasiebilder. Diese Doppelmethode kann bereits in der Kita bei Kindern ab 4 Jahren angewandt werden, ebenso in der Schule oder der Familie.